# Burnevillers
Burnevillers település Franciaországban, Doubs megyében. Lakosainak száma 48 fő (2022. január 1.). Burnevillers Montancy és Glère községekkel határos.

## Népesség
A település népességének változása:
| Lakosok száma | 42   | 37   | 51   | 46   | 44   | 46   | 45   | 48   | 49   | 48   |
|               | 1968 | 1982 | 1990 | 2006 | 2013 | 2015 | 2017 | 2019 | 2020 | 2022 |